# Jaroslav Goll
Jaroslav Goll (ur. 11 lipca 1846 w Chlumcu nad Cidliną, zm. 8 lipca 1929 w Pradze) – czeski historyk, poeta i eseista.

## Życiorys
Studiował na Wydziale Filozoficznym Uniwersytetu Praskiego oraz na Uniwersytecie w Getyndze. W 1873 r. prywatny asystent amerykańskiego posła w Berlinie – historyka Georgesa Bancrofta. W latach 1874–1880 profesor w akademii handlowej w Pradze. Od 1875 r. docent, od 1880 r. nadzwyczajny profesor, od 1882 r. dyrektor seminarium historycznego, od 1885 r. zwyczajny profesor historii powszechnej, oraz w latach 1907–1908 rektor czeskiego uniwersytetu w Pradze. W 1905 r. mianowany c.k. radcą dworu i w 1909 r. członkiem Izby Panów w Wiedniu. Od 1910 r. na emeryturze. Podczas pierwszej wojny światowej sceptyczny wobec czeskiego ruchu oporu i stworzeniu niezależnego państwa czeskiego. Po 1918 r. i utworzeniu Republiki Czechosłowackiej wycofał się zupełnie z życia publicznego.
W latach młodości poeta i eseista orientacji grupy Lumír. Autor Antologii czeskiej liryki (1872) i zbiorku wierszy Poezje (Básně, 1874).
Wytworzył na uniwersytecie praskim własną szkołę historiograficzną (tzw. Gollova škola) i stał się pionierem nowoczesnych metod krytyczno-pozytywistycznych w dziejopisarstwie czeskim, którego głównym zadaniem jest studium dziejów Czech w kontekstu historii pozostałych części Europy. W 1895 r. wraz z A. Rezkiem założył wydawany po dziś dzień Český časopis historický.
Głównym polem jego badań była historia Jednoty braci czeskich w XV wieku (Quellen und Untersuchungen zur Geschichte der böhmischen Brüder, 1878–82; Chelčický a Jednota v XV. století, 1916) i niektóre zagadnienia oraz postacie w dziejach Europy (Výbor spisů drobných, 1928–29). Szczególnie wiele uwagi poświęcał stosunkom czesko-polskim. Najobszerniejszym jego dziełem jest monografia Čechy a Prusy ve středověku (1897), która rozpatruje stosunki między Czechami a zakonem krzyżackim oraz Prusami w X–XVI wieku. Na końcu swojej kariery badawczej jeszcze próbował opisać wojnę o sukcesję austriacką (Válka o země koruny české 1740–1742, 1915).

## Rodzina
Jego wnuczka Nataša Gollová była znaną czeską aktorką.